# François Lalande (acteur)
Pour les articles homonymes, voir François Lalande.
François Lalande est un comédien français, né le 29 novembre 1930 à Mostaganem (Algérie française) et mort le 1er septembre 2020 à  Paris 15e,.

## Biographie
De son vari nom Yvon Gourdet, il s'est produit au théâtre, à la télévision, mais aussi dans les cabarets. Ses sketches Le Folklore germanique et Richard Wagner' et Le Comportement d'une jeune fille britannique des années 1960 sont restés dans la mémoire populaire.

## Filmographie

### Cinéma
- 1962 : Un jour à Paris de Serge Korber
- 1965 : Yoyo de Pierre Etaix
- 1977 : Le Gang de Jacques Deray - le commissaire
- 1977 : La Question de Laurent Heynemann - Maître Michaeli
- 1977 : La Coccinelle à Monte-Carlo de Vincent McEveety - Monsieur Ribeaux
- 1978 : On peut le dire sans se fâcher de Roger Coggio - M. Macias
- 1978 : L'Amour violé - un malade
- 1978 : Le beaujolais nouveau est arrivé de Jean-Luc Voulfow
- 1979 : French Postcards de Willard Huyck - Monsieur Levert
- 1979 : La Gueule de l'autre de Pierre Tchernia - Michel Bertheau
- 1979 : Rien ne va plus de Jean-Michel Ribes M. Toussard, le turfiste
- 1982 : Que les gros salaires lèvent le doigt ! de Denys Granier-Deferre - Vézir
- 1985 : Bras de fer de Gérard Vergez - Werner
- 1986 : La Galette du roi de Jean-Michel Ribes - Tomaso
- 1988 : Les Liaisons dangereuses de Stephen Frears - un curé
- 1989 : La Révolution française : Les années lumière de Robert Enrico - M. Duplessis-Laridon
- 1991 : Milena de Véra Belmont
- 1991 : Aux yeux du monde d'Éric Rochant - l'épicier
- 1991 : Impromptu de James Lapine
- 1993 : L'Heure du Cochon de Leslie Megahey
- 1993 : Les Visiteurs de Jean-Marie Poiré : le père Hervé
- 1994 : La Vengeance d'une blonde de Jeannot Szwarc : André Bourgoin, préfet des Hauts-de-Seine
- 2000 : Le Libertin de Gabriel Aghion - le baron d'Holbach

### Télévision
- 1974 : Sarcelles-sur-Mer de Patrick Martin - le clochard
- 1977 : Les Rebelles de Pierre Badel - Ardailhan
- 1978 : Mamma Rosa ou la Farce du destin de Raoul Sangla - Gromeleau
- 1978 : Les Procès témoins de leur temps : La preuve par cinq de Jeannette Hubert
- 1978 : Les Héritiers : Photos de famille de Juan Luis Buñuel
- 1979 : Les Cinq Dernières Minutes épisode Chassez le naturel de Claude Loursais : le baron Serge
- 1979 : L'Hôtel du libre échange de Georges Feydeau, réalisation Guy Séligmann
- 1981 : L'Étouffe grand-mère de Jean-Pierre Bastid
- 1981 : Arcole ou la Terre promise de Marcel Moussy - Lachaume
- 1982 : Julien Fontanes, magistrat : Une fine lame de François Dupont-Midy - Paul Virot
- 1982 : La Nuit du général Boulanger d'Hervé Bromberger - le commissaire Clément
- 1984 : Julien Fontanes, magistrat : La pêche au vif de Guy-André Lefranc - Taybosc
- 1984 : Péchés originaux : On ne se quittera jamais de Patrick Bureau et Philippe Monnier - le policier
- 1984 : L'Appartement de Dominique Giuliani - Beaufi
- 1985 : Les Cinq Dernières Minutes : Crime sur Megahertz de Joannick Desclers - le père de Pat
- 1986 : L'Ami Maupassant : Berthe de Claude Santelli - Joseph
- 1986 : Samedi, dimanche, lundi d'Yves-André Hubert - Luigi Angese
- 1986 : Les Aventuriers du Nouveau-Monde d'Allan Kroeker, Pierre Lary et Victor Vicas - Maurepas
- 1988 : Hallmark Hall of Fame : The Tenth Man de Jack Gold - prisonnier no 5
- 1989 : Douce France de Don Kent, Nino Monti et Daniel Roussel - le père Crampon
- 1989 : Un conte des deux villes de Philippe Monnier - Gabelle
- 1990 : Coma dépassé de Roger Pigaut - Jouffre
- 1991 : Ferbac : Mariage mortel de Marc Rivière - Charles Louvier
- 1991 : Riviera (différents réalisateurs) - René
- 1992 : Tattle Tale de Baz Taylor - Dujardin
- 1994 : Fortitude de Waris Hussein - Paraud
- 1998 : La Poursuite du vent de Nina Companeez - Colin vieux
- 2000 : Une femme neuve de Didier Albert - le beau-père de Marie
- 2001 : Maigret : Mon ami Maigret de Bruno Gantillon - Zucca
- 2007 : Chez Maupassant : La Parure de Claude Chabrol - l'usurier
- 2012 : Ainsi soient-ils de Rodolphe Tissot, Elizabeth Marre et Olivier Pont - le pape Grégoire XVII
- 2014 : Ainsi soient-ils de Rodolphe Tissot (2e saison) - le pape
- 2015 : Ainsi soient-ils de Rodolphe Tissot (3e saison) - le pape

## Théâtre
- 1967 : La Famille de Lodewijk de Boër, mise en scène Jean-Christian Grinevald, Théâtre Kobold
- 1970 : La Fuite de Mikhaïl Boulgakov, mise en scène Pierre Debauche, Maison de la Culture Nanterre - Arthur Arthurovitch
- 1971 : La Cerisaie d'Anton Tchekhov, mise en scène Pierre Debauche, Maison de la Culture Nanterre - Firs
- 1974 : Cesare 1950 de Jean-Pierre Bisson, mise en scène de l'auteur, Festival d'Avignon - Gabriel, maquereau
- 1974 : Les Caprices de Marianne d'Alfred de Musset, mise en scène Jean-Pierre Bisson, Théâtre de Nice - Claudio
- 1975 : Cesare 1950 de Jean-Pierre Bisson, mise en scène de l'auteur, Théâtre de Nice
- 1976 : Le Rire du fou de Gabriel Garran, mise en scène Henri Delmas, Gabriel Garran et Micheline Servin, Théâtre de la Commune - monsieur l'intendant
- 1977 : Arrête ton cinéma de Gérard Oury, mise en scène de l'auteur, Théâtre du Gymnase - Adrien
- 1978 : Le Pavillon Balthazar de Reine Bartève, mise en scène Gabriel Garran, Théâtre de l'Odéon
- 1980 : Les Voisines de Jean-Paul Aron, mise en scène Jean-Louis Thamin, Petit Odéon
- 1981 : Tueur sans gages d'Eugène Ionesco, mise en scène Guy Rétoré, Théâtre de l'Est parisien
- 1983 : Le Roi Victor de Louis Calaferte, mise en scène Jean-Pierre Miquel, Théâtre de Boulogne-Billancourt
- 1984 : Fleurets mouchetés de Jean-Paul Aron, mise en scène Jean-Louis Thamin, Festival des jeux du théâtre de Sarlat - le chef du personnel
- 1984 : Le Bureau de Jean-Paul Aron, mise en scène Jean-Louis Thamin, Festival des jeux du théâtre de Sarlat - le conseiller
- 1985 : Messieurs les ronds-de-cuir d'après Georges Courteline, mise en scène Régis Santon, Comédie de Paris
- 1985 : Fleurets mouchetés de Jean-Paul Aron, mise en scène Jean-Louis Thamin, La Criée, Nouveau théâtre de Nice - le chef du personnel
- 1985 : Le Bureau de Jean-Paul Aron, mise en scène Jean-Louis Thamin, La Criée, Nouveau théâtre de Nice - le conseiller
- 1985 : Le Confort intellectuel de Marcel Aymé, mise en scène Régis Santon, Comédie de Paris - Monsieur Lepage
- 1986 : Le Confort intellectuel de Marcel Aymé, mise en scène Régis Santon, Studio des Champs-Élysées - Monsieur Lepage
- 1986 : Les Voix intérieures d'Eduardo De Filippo, mise en scène Claude Yersin, Nouveau théâtre d'Angers
- 1987 : Les Voix intérieures d'Eduardo De Filippo, mise en scène Claude Yersin, Théâtre de l'Est parisien
- 1987 : L'Hurluberlu de Jean Anouilh, mise en scène Gérard Vergez, Théâtre du Palais-Royal -le curé
- 1988 : Le Plus Heureux des trois d'Eugène Labiche, mise en scène Étienne Bierry, Théâtre de Poche Montparnasse
- 1989 : Le Foyer d'Octave Mirbeau, mise en scène Régis Santon, Théâtre de la Plaine, Théâtre des Bouffes-Parisiens
- 1990 : Le Foyer d'Octave Mirbeau, mise en scène Régis Santon, Théâtre de la Plaine, Théâtre des Célestins
- 1990 : Macbeth de William Shakespeare, mise en scène Régis Santon, Théâtre de la Plaine
- 1991 : Les Sept portes de Botho Strauss, mise en scène Daniel Benoin, Théâtre de l'Est parisien, Comédie de Saint-Étienne
- 1992 : Zizanie de Julien Vartet, mise en scène Raymond Acquaviva, Théâtre de la Potinière
- 1993 : Les Acrobates de Tom Stoppard, mise en scène Jean-François Prévand, Théâtre Tristan-Bernard - George Moore
- 1994 : Bouvard et Pécuchet d'après Gustave Flaubert, adaptation et mise en scène Jean-Marc Chotteau, Tourcoing
- 1996 : La Visite de la vieille dame de Friedrich Dürrenmatt, mise en scène Régis Santon, Théâtre du Palais-Royal - Alfred III
- 1997 : La Grande Magie d'Eduardo De Filippo, mise en scène Lisa Wurmser, Théâtre de la Tempête
- 1997 : Les Variations Goldberg de George Tabori, mise en scène Daniel Benoin, Comédie de Saint-Étienne - Mr Jay
- 1998 : Les Variations Goldberg de George Tabori, mise en scène Daniel Benoin, TNP Chaillot - Mr Jay
- 1998 : La Grande Magie d'Eduardo De Filippo, mise en scène Lisa Wurmser, Théâtre Hébertot
- 1999 : Raisons de famille de Gérald Aubert, mise en scène Gildas Bourdet, Théâtre Hébertot
- 2000 : Staline mélodie de David Pownall, mise en scène Régis Santon, Théâtre Silvia-Monfort - Sergueï Prokofiev
- 2002 : Hugo, Les Tables tournantes de Jean-Marie Galey, mise en scène de l'auteur, Théâtre Molière - Auguste Vacquerie
- 2004 : La Panne de Friedrich Dürrenmatt, mise en scène Arlette Téphany, Théâtre du Renard
- 2006 : Ivanov d'Anton Tchekhov, mise en scène Franck Berthier, Théâtre Silvia-Monfort
- 2009 : Rêve d'A d'Olivier Brunhes, mise en scène de l'auteur, Théâtre Berthelot (Montreuil)

## Distinctions
- 1989 : nomination pour le Molière du comédien dans un second rôle pour Le Foyer
- 2000 : nomination pour le Molière du comédien dans un second rôle pour Raisons de famille
- 2001 : nomination pour le Molière du comédien dans un second rôle pour Staline Mélodie